# 1668.
◄ | 16. stoljeće | 17. stoljeće | 18. stoljeće | ►
◄ | 1630-ih | 1640-ih | 1650-ih | 1660-ih | 1670-ih | 1680-ih | 1690-ih | ►
◄◄ | ◄ | 1665. | 1666. | 1667. | 1668. | 1669. | 1670. | 1671. | ► | ►►
Arhitektura • Astronomija • Biologija • Glazba • Kazalište • Kemija • Kiparstvo • Knjige • Književnost • Kršćanstvo • Medicina • Politika • Pravo • Promet • Slikarstvo • Znanost

## Događaji
- 2. svibnja – Sklopljen je Aachenski mir poslije tzv. Devolucijskog rata.

## Rođenja
- 24. svibnja – Gabriel Fahrenheit, njemački fizičar († 1736.)
- 23. lipnja – Giambattista Vico, talijanski povjesničar i novinar († 1744.)

## Smrti
- 9. kolovoza – Jakob Balde, njemački isusovac i novolatinski pjesnik (* 1604.)

## Vanjske poveznice
|  | Zajednički poslužitelj ima još gradiva o temi 1668. |